# Boarding Gate
Boarding Gate és una pel·lícula de thriller francesa del 2007 sobre els sofisticats jocs de poder entre un empresari de l'inframon carregat de deutes, el seu provocador i ambiciós ex-associat i una jove parella manipuladora que la dona feina. Escrita i dirigida per Olivier Assayas, la pel·lícula compta amb un repartiment internacional format per Asia Argento, Michael Madsen, Carl Ng i Kelly Lin. Kim Gordon també té un paper secundari com una enigmàtica empresaria obligada a intervenir mentre es desenvolupen els esdeveniments a Hong Kong.

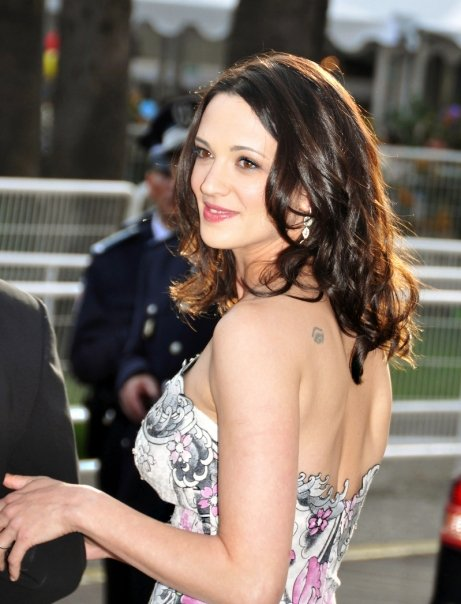
Asia Argento és Sandra

La pel·lícula es va estrenar el 18 de maig al 60è Festival Internacional de Cinema de Canes i més tard es va estrenar a França el 22 d'agost de 2007.

## Argument

### París
Després de discutir els seus plans per retirar-se venent les accions de la seva empresa de seguretat als seus deutors amb el seu soci, André, l'envellit empresari del submón Miles Rennberg fa una visita sorpresa a la seva oficina de París per l'agressiva xicota de l'inframon Sandra. Descaradament burlant-se d'ell amb la seva sexualitat, dissecciona sense embuts la seva relació anterior: una xarxa de malson de masoquisme, diners, manipulació i dependència, fent-la arribar a clients perillosos per tal d'aconseguir tant un avantatge empresarial com perverses emocions personals.
Ella li explica la seva nova ambició, des de la seva separació, de recaptar el capital necessari per dirigir una discoteca a Pequín. Miles no fa cap pretensió del fet que ell està menys interessat en la proposta que la dona, i l'anima a visitar-lo al seu apartament.
Sense fer cap promesa, la Sandra marxa a la seva feina en un negoci d'importació, dirigit per una parella jove: Lester i Sue Wong.
La pròpia línia d'importació de la Sandra, el tràfic de drogues, es veu facilitada pel seu estret vincle de lleialtat amb l'empleada de baix rang Lisa. Actuant com a conductora i vigilant, la Lisa acompanya la Sandra al lloc d'un negoci de drogues que ràpidament s'agreuja quan es revela que el seu comprador és un agent de narcòtics. Sospitós després de la resposta genial de la Sandra a les seves preguntes anteriors sobre un contenidor desaparegut en un enviament recent, Lester segueix la Sandra fins a l'acord i s'acosta a la Lisa mentre espera al cotxe. Envia la Lisa amb la seva motocicleta i ocupa el seu lloc al cotxe.
Després que la Sandra marxi, Lester l'allunya de l'escena. Expressant la seva decepció pel seu engany, ell la porta de tornada al seu apartament on queda clar que els dos estan relacionats romànticament. Després de la seva trobada sexual, Lester rep una trucada de la seva dona i marxa.
La Sandra sembla cedir i s'organitza per visitar en Miles al seu apartament. Agullonant-lo amb records de les seves malifetes, ella revela una amargor profundament arrelada; ella recorda, en particular, un incident en què un grup de clients japonesos que estava entretingut la van drogar i la van violar, i l'excitació de Miles en escoltar l'episodi relatat davant de la seva xicota. Tots dos beuen i acaben al balcó. La Sandra es despulla i intenta instigar un joc sexual violent, pel que sembla del gènere que solien practicar, enganxant a Miles al terra del balcó i ofegant-lo amb el seu propi cinturó. Miles l'avisa i la porta de nou a dins per ensenyar-li un parell de manilles, que té la intenció de fer-li servir més tard al vespre. Ella expressa reticències que ell deixa de banda amb indiferència. Quan ella intenta marxar, ell tanca la porta amb clau i s'embosca les claus.
Després que ell atén una trucada de negocis, ella el retén juganer amb les manilles i després li dispara brutalment al cap.
Ràpidament torna sobre els seus passos per la casa, destruint les proves de la seva presència, i fa una sortida ràpida amb les claus de Miles. Lester la recull, li dona una modesta suma d'efectiu i el nom d'un contacte a Hong Kong que li arreglarà la seva nova vida, prometent-li unir-se aviat. La Lisa la porta primer a un club per establir una coartada, on l'atmosfera opressiva i el soroll provoquen una resposta agressivament traumàtica i lamentable pel seu acte.

### Hong Kong
La Sandra arriba a Hong Kong. Es dirigeix a l'adreça del contacte de Lester, que al seu torn l'envia a una oficina insignificant en un altre lloc de la ciutat. Li diuen que el seu contacte l'espera en una habitació adjacent, però tan bon punt entra, la porta queda tancada darrere d'ella. En l'embolic laberíntic de l'oficina tancada amb clau, finalment descobreix el cos lligat i assassinat de Lisa en una cadira davant de la paret del darrere.
Una dona occidental manifestament rica arriba a l'oficina i ordena als homes treure la Sandra mentre els escridassa per la mort de la Lisa. Finalment, un dels homes de l'oficina és enviat després de Sandra. Després d'haver-se canviat de roba i de posició amb el cadàver de Lisa, aconsegueix emboscar l'esbirro i escapar als carrers. Mentre travessa en un ferri, plora pel seu darrer record de la seva relació amb Miles, les seves claus, abans de llançar-les a l'aigua. Amb pocs diners i sense recórrer a les seves targetes de crèdit o passaport, a causa del risc de captura i extradició per l'assassinat de Miles, Sandra recorre a trucar repetidament a Lester.
Finalment aconsegueix contactar amb la seva dona, Sue, que sosté que en Lester no està disponible, però accepta reunir-se amb la Sandra. La Sue és evasiva i agressiva, revelant que, tot i que sabia de la aventura de Sandra amb Lester, Sandra no va ser la primera infidelitat del seu marit i que mai va planejar deixar la seva dona per unir-se a ella. Tota l'empresa va ser un intent de recaptar el capital d'inversió per al club de Pequín, una empresa en la qual Sue estava plenament compromesa. La Sue més tard porta a la Sandra a un club de karaoke on li posa la beguda amb un sedant.
En una habitació del darrere, la Sandra amenaça la Sue amb una pistola i li demana més informació; La Sue declara la seva innocència fins que la Sandra sucumbeix als efectes del sedant. Deixa a la Sandra inconscient a terra. Sandra es desperta a casa de la benestant dona occidental de la qual va escapar abans a les oficines. La dona explica que li deu a algú un favor i dona a la Sandra papers i feina ben remunerada a Xangai.
Tanmateix, Sandra evita la fàcil escapada i rastreja a Lester en un centre comercial de Hong Kong. Ella el segueix per l'escala amunt amb un ganivet desfundat, però mentre es prepara per apunyalar-lo és interrompuda per un grup de dones que vénen cap a l'altra banda. Lester entra en un restaurant car, es troba amb el soci de negocis de Miles, André, i se'n va amb una bossa d'esports plena d'efectiu, possiblement un pagament per l'assassinat de Miles, que va assegurar que les seves accions no passaven als seus creditors sense escrúpols. La Sandra segueix en Lester fins a la porta de l'aparcament, on dubta al llindar com si fos conscient de la seva presència. A l'últim moment, però, es veu que no vol matar-lo ni enfrontar-se a ell. Se'n va amb els diners.

## Repartiment
- Asia Argento com a Sandra, una dona jove que treballa en una agència d'importació i exportació sota la direcció de Lester i Sue Wang. En el passat, mentre estava involucrada amb l'empresari Miles Rennberg, Sandra va manipular i seduir clients de negocis difícils i perillosos per obtenir-los informació.
- Michael Madsen com a Miles Rennberg, un empresari aparentment ric i de mitjana edat que dirigeix una empresa de seguretat d'èxit amb el seu soci André. Ha acumulat un gran deute de fonts desconegudes, que té previst pagar jubilant-se anticipadament i transferint les seves accions als seus creditors.
- Carl Ng com a Lester Wang, un jove xinès que dirigeix una agència d'importació i exportació amb la seva dona Sue. Manté una relació ambigua amb la Sandra, la seva subordinada.
- Kelly Lin com a Sue
- Alex Descas com a André
- Kim Gordon com a Kay
- Joana Preiss com a Lisa

## Producció

### Orígens i títol
L'escriptor i director Olivier Assayas cita la inspiració dels temes conductors de la pel·lícula com una notícia que relata l'assassinat del financer Édouard Stern durant una sessió de teatre S&M al mans de la seva amant de feia temps, la prostituta Cecile Brossard. L'incident va evocar el to del seu treball anterior sobre la desviació corporativa, "Demonlover", i va decidir utilitzar-lo com a esdeveniment clau per a un nou guió.
El títol Boarding Gate va ser la segona opció del director per a la pel·lícula. El seu primer, Departed, una referència al segell del passaport aplicat pels funcionaris fronterers de Hong Kong en sortir del país, va haver de ser descartat durant el rodatge quan es va estrenar el 2006 The Departed de Martin Scorsese. El títol final va ser seleccionat perquè evoca els molts conductes fàcils de la pel·lícula, "la idea d'un pas entre dos mons".

### Pressupost
L'estil de la pel·lícula, descrit com a "Eurotrash", és, segons Assayas, un experiment per "construir un projecte al voltant de l'economia de les pel·lícules de sèrie B".
Assayas va decidir embarcar-se en el concepte de "pel·lícula de sèrie B" després que les frustrants complicacions financeres van retardar interminablement la producció d'un altre dels seus projectes, destinat a ser "una pel·lícula molt francesa centrada en la vida provincial"; circumstàncies similars van portar a la realització de la seva pel·lícula anterior amb Maggie Cheung, Irma Vep. El cost total de la pel·lícula va ser 2 milions de dòlars

### Rodatge
La pel·lícula es va rodar durant sis setmanes en només dues ubicacions: París i Hong Kong. La tripulació de Hong Kong era totalment local, amb l'excepció del director de fotografia, l'enginyer de so, l'assistent, el supervisor de guió, el productor de línia i el mateix director. La major part del rodatge es va fer amb càmeres de mà, i Assayas admet haver obtingut algunes de les seves fotografies il·legalment a causa del caràcter restrictiu dels permisos locals. Aquests "rodatges de guerrilla" es van dur a terme amb una tripulació esquelet de només quatre membres, que va fugir ràpidament del lloc després.
L'equip local també era d'una mida tan difícil de manejar que Assayas sovint inventava projectes o encàrrecs simplement per buidar el set.

### Càsting
L'actriu principal Asia Argento va ser considerada pel director com "inseparable de la narrativa"; el protagonista Michael Madsen va ser considerat més tard mitjançant una associació mútua amb Nick Nolte, ja que Assayas va dur a terme una recerca d'un actor adequat a les propietats físiques del paper. Les escenes. documentant la seva relació, des de la reunió després del seu llarg i incòmode distanciament fins a l'assassinat al seu apartament, van ser rodats en ordre cronològic. La seva primera reunió va ser davant la càmera, durant el rodatge de l'escena del retrobament. Assayas comenta la imprevisibilitat de Madsen com a actor, aportant els seus propis petits tocs a les seves escenes. La coreografia de l'escena de jocs sexuals violents al balcó de Miles que implicava estrangulació amb un cinturó, per exemple, es va ampliar enormement pels suggeriments de Madsen.
Kelly Lin i Carl Ng, interpretant l'ambiciosa parella Wong, van ser seleccionats com a bons exemples de la "nova generació" d'actors que treballaven a la indústria cinematogràfica de Hong Kong. Kim Gordon, els papers de la qual havien estat molt poc exigents abans de Boarding Gate, havia treballat amb Assayas anteriorment amb la música d'Irma Vep i Demonlover. Basant-se en la seva experiència de viure a Hong Kong en la seva joventut i en el seu desig d'avançar en la seva carrera d'actriu, Assayas li va oferir un paper secundari.

## Temes i significat
El professor d'anglès de la Wayne State University Steven Shaviro, autor de The Cinematic Body, ha escrit un llarg assaig sobre els temes de conductes i intercanviabilitat en el món del capitalisme global tal com s'exploren i visualitzen a Boarding Gate.

## Recepció
La pel·lícula ha obtingut crítiques mixtes i negatives. L'agregador de ressenyes Rotten Tomatoes va informar que el 30% dels crítics van donar crítiques positives a la pel·lícula, basant-se en 43 crítiques. Metacritic va informar que la pel·lícula tenia una puntuació mitjana de 47 sobre 100, basada en 15 ressenyes.
Comercialitzat com un "thriller noir eròtic", la pel·lícula va incitar a algunes crítiques dures pel més contingut explícit que explora, fet que li ha valgut el títol de "una absurda bogeria" amb "una olor d'autocomplaent voyeurista" a la ressenya de Variety de la pel·lícula. Fins i tot els articles més positius ho comenten, com ara la ressenya a Slant Magazine de David Pratt-Robinson que comenta que l'actriu principal Asia Argento "sembla disposada a violar qualsevol cosa a la vista".
L'actuació de la pel·lícula va inspirar un ampli ventall d'opinió crítica, tot i que l'opinió que Asia Argento és un dels aspectes més atractius de Boarding Gate és gairebé universal. J. Hoberman de Village Voice porta aquest comentari comú fins a l'extrem, quan es juxtaposa amb una crítica mordaç de la pel·lícula: "Bàsicament només hi ha una raó per veure el meta-conscient hipermodern d'Olivier Assayas. -Boarding Gate, un thriller global en anglès-francès-xinès, i es diu Asia Argento."
Diverses crítiques arriben a donar a entendre que es tracta del producte inevitable de l'actitud provocadora de l'actriu més que d'una actuació. Manohla Dargis, elogiant l'actuació d'Argento com a sorprenent, assenyala que la seva "ferocitat a la pantalla" gairebé rivalitza amb els seus tatuatges destacats i "la facilitat amb què es desprèn de la roba, cosa que explica per què puc descriure aquests tatuatges amb confiança". En descriure-la com a "agressivament carnal", David Edelstein, de la revista New York Magazine, fa el comentari irònic que "no puc deixar de pensar que hi havia una confusió a l'hospital i el seu pare era Klaus Kinski."
David Pratt-Robinson va tenir una visió positiva del personatge: "tan ferotge i tan fràgil,... un inadaptat global, un ciutadà del món que no acaba de trobar el seu lloc... però, d'alguna manera, ella fa la idea d'estar en trànsit sentint-se com a casa". Tot i que critica el seu enfocament general d'actuar com a "encantollar-se", David Denby, de The New Yorker, descriu a Sandra de manera similar com "lasciva i famolenca, però no és avorrida: el personatge segueix canviant i es pot veure la ment d'Argento treballant darrere de tots els seus moviments."
En general, es presta poca atenció a altres actuacions, resumides per Variety a la frase "el repartiment, siguin parlants nadius d'anglès o no, reciten envaradament les seves línies". No obstant això, l’"horrible cameo" de Kim Gordon, com l’empresària Kay és sovint assenyalada per les crítiques. Ella "dona un dels pitjors casos de la història recent de músic convertit en actor", segons Joe Neumaier del New York Daily News.
Boarding Gate fou situada en el lloc 83 de la llista de millors pel·lícules de la dècada del 2000 de Slant Magazine.